# Mesaspis
Genre
Mesaspis est un genre de sauriens de la famille des Anguidae.

## Répartition
Les 7 espèces de ce genre se rencontrent au Mexique et en Amérique centrale.

## Liste des espèces
Selon The Reptile Database (12 juin 2017) :
- Mesaspis antauges (Cope, 1866)
- Mesaspis cuchumatanus Solano-Zavaleta, Nieto-Montes de Oca & Campbell, 2016
- Mesaspis gadovii (Boulenger, 1913)
- Mesaspis juarezi (Karges & Wright, 1987)
- Mesaspis monticola (Cope, 1878)
- Mesaspis moreletii (Bocourt, 1871)
- Mesaspis viridiflava (Bocourt, 1873)

## Publication originale
- Cope, 1878 "1877" : Tenth contribution to the herpetology of tropical America. Proceedings of the American Philosophical Society, vol. 17, p. 85–98 (texte intégral).